# Montecatini (Unternehmen)
Montecatini war ein Chemieunternehmen mit Sitz in Mailand, das in der Zeit zwischen den Weltkriegen die größte Chemiefirma Italiens war.

## Geschichte
Die Montecatini geht auf eine Pyritmine in Montecatini Val di Cecina aus dem Jahr 1827 zurück. 1888 gründete der damalige Besitzer der Mine die Società anonima delle miniere di Montecatini. Nach anfänglicher Kupfererzproduktion ging das Unternehmen zur Schwefelsäureproduktion aus Pyrit über.
Nachdem Guido Donegani 1910 die Leitung übernommen hatte, stieg die Montecatini in die Produktion von Superphosphat-Dünger ein und wuchs zur größten italienischen Chemiefirma. Zusammen mit Giacomo Fauser entwickelte Montecatini das Fauser-Montecatini-Verfahren zur Herstellung von Ammoniak.
1928 wurde gemeinsam mit der Rhône-Poulenc die Rhodiatoce zur Herstellung von anfänglich Celluloseacetat- und später Nylon-Fasern gegründet.
1929 stieg man mit der Azienda Coloranti Nazionali e Affini (ACNA) in die Farbproduktion ein.
Während des Faschismus avancierte die Montecatini mit ihren engen Verbindungen zum Partito Nazionale Fascista Mussolinis zur italienischen I.G. Farben.
1949/50 setzte der Montecatini-Konzern gegen den Willen der Einwohner die Stauung des Reschensees zur Stromgewinnung durch, wobei der Ort Graun unterging.
1954 gelang Giulio Natta hier die Synthese des Polypropylens.
Nachdem das Unternehmen in wirtschaftliche Schwierigkeiten geraten war, wurde es 1966 von der Montedison übernommen.